# Отче наш

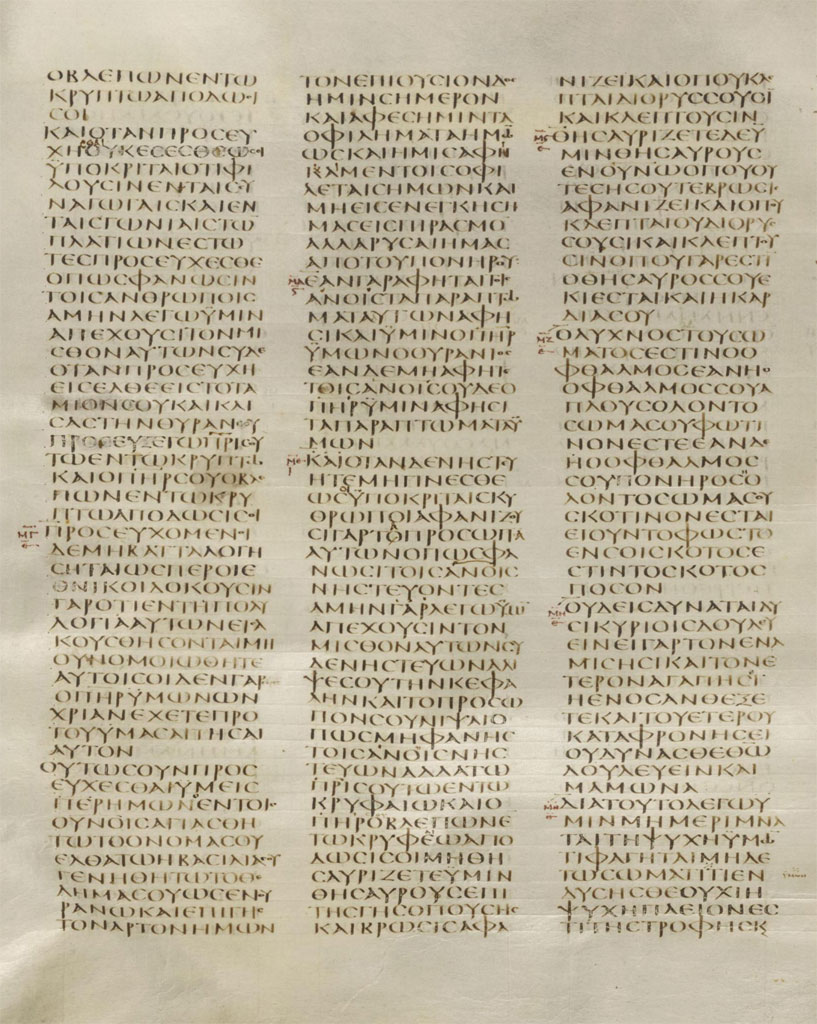
«Молитва Господня» в Синайском кодексе, IV век

О́тче наш (от церк.-слав. Ѻ҆ч҃е на́шъ; др.-греч. Πάτερ ἡμῶν; лат. Pater noster; сир. ܐܒܘܢ; глаг. ст.‑слав. Ⱉⱅⱐⱍⰵ ⱀⰰⱎⱏ, кирил. О́тьчє нашъ), также Моли́тва Госпо́дня (Κυριακὴ προσευχή; Oratio Dominica; Мл҃тва гдⷭ҇нѧ) — молитва в христианстве. Согласно Евангелию, Иисус Христос дал её своим ученикам в ответ на просьбу научить их молитве. Приводится в Евангелиях от Матфея и Луки.
Говоря о чём-либо, хорошо изученном, среди русских бытует поговорка «как Отче наш знаю».

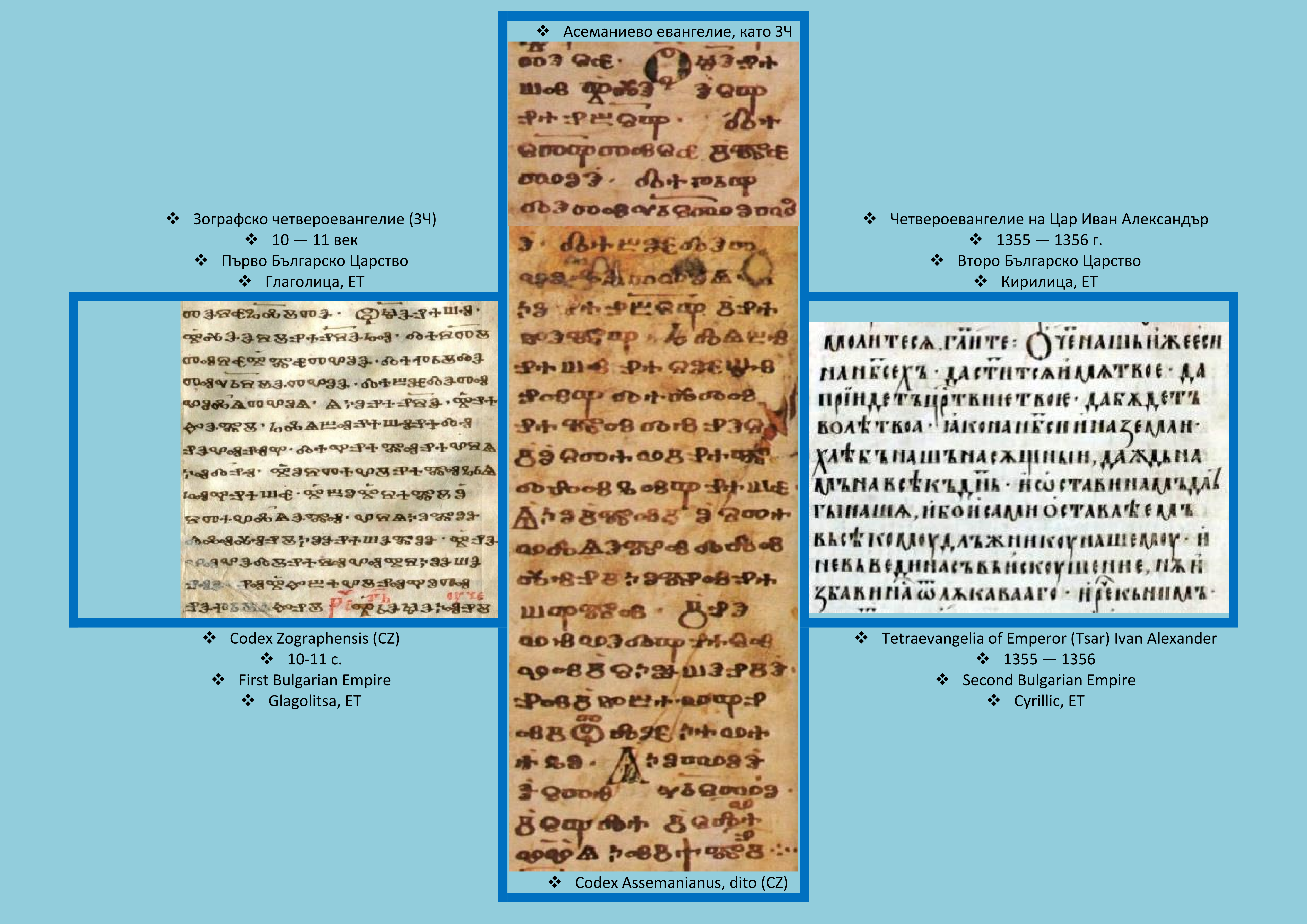
«Отче наш» — самая известная молитва в христианстве, в подлинном рукописном виде, Ассеманиево Евангелие (XI век), Первое Болгарское царство, глаголица; Зографское Евангелие (X—XI века), Первое Болгарское царство, глаголица; Четвероевангелие царя Иоанна-Александра, 1355—1356 годы, Второе Болгарское царство, кириллица

## История

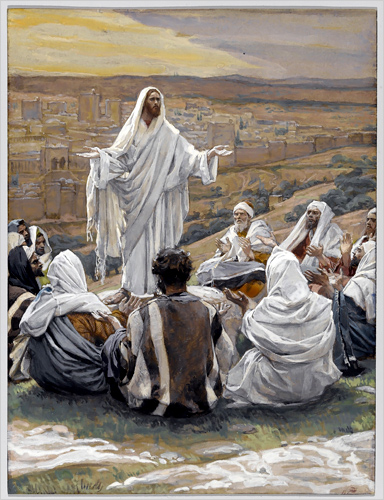
«Молитва Господня».
Джеймс Тиссо, 1886—1896 годы

Языком Иисуса Христа, которым он пользовался в общении с евреями, должен был быть галилейский диалект иудео-арамейского языка, но на языке предполагаемого оригинала Молитва Господня не сохранилась. Наиболее древние тексты молитвы «Отче наш», которые известны в настоящее время из рукописей, — это тексты на древнегреческом диалекте койне и на сирийском языках.
Молитва Господня приводится в Евангелиях в двух вариантах, более пространном — в Евангелии от Матфея и кратком — в Евангелии от Луки. Различны и обстоятельства, при которых Иисус произносит текст молитвы. В Евангелии от Матфея Отче наш входит в состав Нагорной проповеди, тогда как у Луки Иисус дарует ученикам эту молитву в ответ на прямую просьбу «научить молиться».
Вариант Евангелия от Матфея получил всеобщее распространение в христианском мире как главная христианская молитва, причём использование Отче наш в качестве молитвы восходит к самым ранним христианским временам.
Библеисты сходятся во мнении, что первоначальный вариант молитвы в Евангелии от Луки был существенно короче, последующие переписчики дополняли текст за счёт Евангелия от Матфея, в результате различия постепенно стирались. Главным образом, эти изменения в тексте Луки происходили в период после Миланского эдикта, когда церковные книги массово переписывались из-за уничтожения значительной части христианской литературы во время великого гонения при императоре Диоклетиане. В средневековом Textus Receptus в двух Евангелиях содержится почти идентичный текст.
Одним из важных различий в современных текстах Матфея и Луки является завершающая текст Матфея доксология «ибо Твоё есть Царство, и Сила, и Слава вовеки. Аминь», которая у Луки отсутствует. В древнейших манускриптах Евангелия от Матфея этой фразы нет, и библеисты не считают её частью оригинального текста Матфея. Данная доксология использовалась с первохристианских времён в литургии и имеет ветхозаветные корни (ср. 1Пар. 29:11—13).
Различия в текстах Молитвы Господней иногда возникали и из-за желания переводчиков подчеркнуть разные аспекты многозначных понятий. Так, в Вульгате греческое ἐπιούσιος (церк.-слав. и рус. «насущный») в Евангелии от Луки переведено на латынь как quotidianum («каждодневный»), а в Евангелии от Матфея supersubstantialem (букв. «надсущный», то есть «сверхъестественный»), что указывает непосредственно на Иисуса, как на Хлеб жизни.

## Текст

### Сирийские, греческие, латинские тексты (триязычие)
В данной таблице:
красный шрифт — это слова молитвы «Отче наш», которые есть в тексте Евангелия от Матфея, но нет в тексте молитвы в Евангелии от Луки.
зелёный шрифт — это те слова, которые отличаются в молитве «Отче наш» в Евангелии от Матфея от слов в молитве «Отче наш» Евангелия от Луки.
| В Евангелии от Матфея | В Евангелии от Луки |
| --- | --- |
| Πάτερ ἡμῶν ὁ ἐν τοῖς οὐρανοῖς ἁγιασθήτω τὸ ὄνομά σου ἐλθέτω ἡ βασιλεία σου γενηθήτω τὸ θέλημά σου ὡς ἐν οὐρανῷ καὶ ἐπι γῆς τὸν ἄρτον ἡμῶν τὸν ἐπιούσιον δὸς ἡμῖν σήμερον καὶ ἄφες ἡμῖν τὰ ὀφειλήματα ἡμῶν ὡς καὶ ἡμεῖς ἀφήκαμεν τοῖς ὀφειλέταις ἡμῶν καὶ μὴ εἰσενέγκῃς ἡμᾶς εἰς πειρασμόν ἀλλὰ ῥῦσαι ἡμᾶς ἀπο τοῦ πονηροῦ | Πάτερ ἁγιασθήτω τὸ ὄνομά σου ἐλθέτω ἡ βασιλεία σου τὸν ἄρτον ἡμῶν τὸν ἐπιούσιον δίδου ἡμῖν τὸ καθ᾿ ἡμέραν καὶ ἄφες ἡμῖν τὰς ἁμαρτίας ἡμῶν καὶ γὰρ αὐτοὶ ἀφίομεν παντὶ ὀφείλοντι ἡμῖν καὶ μὴ εἰσενέγκῃς ἡμᾶς εἰς πειρασμόν |

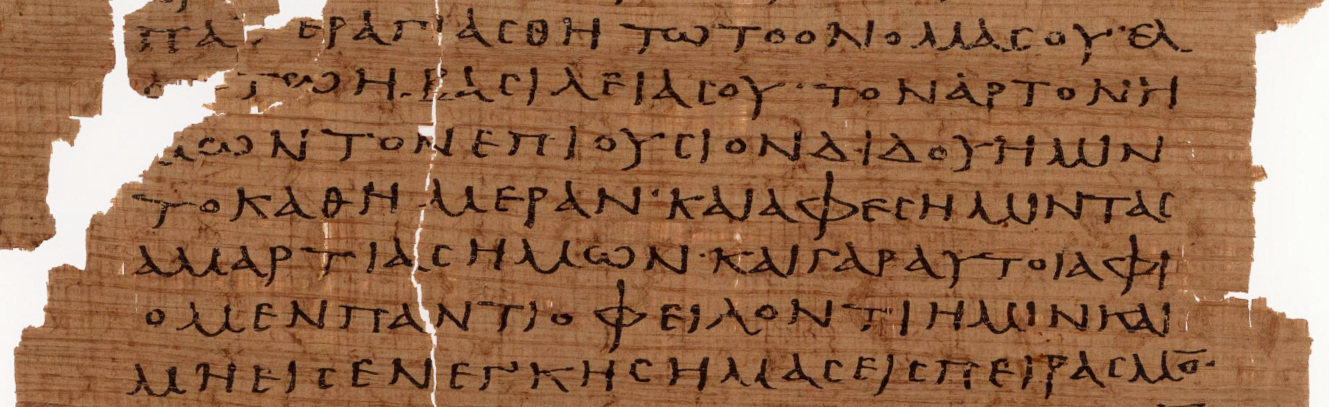
Папирус 75, молитва в

Во всех древних рукописях Евангелия от Матфея фраза οτι σου εστιν η βασιλεια και η δυναμις και η δοξα εις τους αιωνας αμην («ибо Твое есть Царство и Сила и Слава во век. Аминь») отсутствует в молитве «Отче наш». Эта фраза как в молитве «Отче наш», так и в Евангелии от Матфея является более поздним добавлением.
Наиболее короткий вариант молитвы «Отче наш» находится в наиболее древних рукописях в Папирусе 75 (начало III века), Ватиканском кодексе (IV век) Евангелия от Луки и Синайском палимпсесте (IV век) Евангелия от Луки.
| Ватиканский кодекс (Лк. 11) | Syriac Sinaiticus (Лк. 11) | Вульгата (Лк. 11) |
| --- | --- | --- |
| πατερ (отче) | ܐܒܐ (отец) | pater (отче) |
| αγιασθητω το ονομα σου (да будет освящено имя твоё) | ܢܬܩܕܫ ܫܡܟ (да святится имя твоё) | sanctificetur nomen tuum (да святится имя твоё)                                                                                             |
| ελθετω η βασιλεια σου (да придёт царство твоё) | ܘܬܐܬܐ ܡܠܟܘܬܟ (и да придёт царство твоё)                                                                                                | adveniat regnum tuum (да придёт царство твоё)                                                                                               |
| τον αρτον ημων τον επιουσιον διδου ημειν το καθ ημεραν (хлеб наш насущный подавай нам каждый день)                                                          | ܘܗܒ ܠܢ ܠܚܡܐ ܐܡܝܢܐ ܕܟܠܝܘܡ (и подавай нам хлеб постоянства каждый день)                                                                  | panem nostrum quotidianum da nobis hodie (хлеб наш постоянный дай нам сегодня)                                                              |
| και αφες ημιν τας αμαρτιας ημων και γαρ αυτοι αφειομεν παντι οφειλοντι ημιν (и оставь нам грехи наши, ибо ведь и сами-то оставляем всякому должнику нашему) | ܘܫܒܩ ܠܢ ܚܛܗܝܢ ܘܐܦ ܐܢܚܢܢ ܫܒܩܝܢ ܐܢܚܢܢ ܠܟܠ ܕܚܝܒ ܠܢ (и прости нам грехи, потому что ведь и мы простили же мы всякого виновного против нас) | et dimitte nobis peccata nostra siquidem et ipsi dimittimus omni debenti nobis (и оставь нам грехи наши как и мы оставляем должников наших) |
| και μη εισενεγκης ημας εις πειρασμον (и не подведи нас к испытанию)                                                                                         | ܘܠܐ ܬܥܠܢ ܠܢܣܝܘܢܐ (и не подвергни испытанию)                                                                                            | et ne nos inducas in tentationem (и не нас вводи в испытание)                                                                               |

#### Сирийские тексты
А. С. Десницкий увидел поэтическое строение в сирийском тексте молитвы «Отче наш»:

Сирийская христианская поэзия сформировалась раньше греческой, но она, к сожалению, известна куда меньше греческой… В качестве примера достаточно будет привести текст основной христианской молитвы «Отче наш», или «молитвы Господней», которая в Новом Завете дана как образец молитвы вообще (Мф. 6:9—13). Нетрудно увидеть, что это скорее поэзия, чем проза — поэзия, полная аллитераций, ритмических повторов, звучная и удивительно ёмкая. Чего стоит только одно краткое авун дбашмайя (всего два кратких слова!) в сравнении с длинным и тяжеловесным греческим Πάτερ ἡμῶν ὁ ἐν τοῖς οὐρανοῖς «Отец наш, который на небесех»:

| авун дбашмайя неткдаш шмах тете малкутах негве цевьянах айхана дбашмайя аф бара гав лан лахма дсунканан йавмана вашбок лан хавбайн айхана даф хнан шбакн лхайявайн вла талан лнегйона эла пацан мен биша метул ддилахий малкута вхайла втешбохта лалам алмин амин | Отец наш небесный, да святится имя Твоё, да придет царство Твоё, да будет воля Твоя как на небе, так на земле. дай нам хлеб, который нам нужен ежедневно, и оставь нам наши долги, как и мы оставили нашим должникам. Не введи нас во искушение, но избавь нас от зла. Ибо Твоё есть царство и сила и слава во веки веков. Аминь. |
— А. С. Десницкий
| В современном богослужении на сирийском языке (Мф. 6 и Лк. 11)                                                  | Пешитта (Мф. 6)                                                                                     | Curetonian Gospels (Мф. 6)                                                                         | Syriac Sinaiticus (Мф. 6)        |
| --- | --------------------------------------------------------------------------------------------------- | -------------------------------------------------------------------------------------------------- | -------------------------------- |
| ܐܒܘܢ ܕܒܫܡܝܐ (отец наш на небе)                                                                                  | ܐܒܘܢ ܕܒܫܡܝܐ (отец наш на небе)                                                                      | ܐܒܘܢ ܕܒܫܡܝܐ (отец наш на небе)                                                                     | ܐܒܘܢ ܕܒܫܡܝܐ (отец наш на небе)   |
| ܢܬܩܕܫ ܫܡܟ (да святится имя твоё)                                                                                | ܢܬܩܕܫ ܫܡܟ (да святится имя твоё)                                                                    | ܢܬܩܕܫ ܫܡܟ (да святится имя твоё)                                                                   | ܢܬܩܕܫ ܫܡܟ (да святится имя твоё) |
| ܬܐܬܐ ܡܠܟܘܬܟ (да придёт царство твоё)                                                                            | ܬܐܬܐ ܡܠܟܘܬܟ (да придёт царство твоё)                                                                | ܬܐܬܐ ܡܠܟܘܬܟ (да придёт царство твоё)                                                               | ܘܬܐܬܐ (и да придёт…)             |
| ܢܗܘܐ ܨܒܝܢܟ ܐܝܟܢܐ ܕܒܫܡܝܐ ܐܦ ܒܐܪܥܐ (да станет желание твоё как на небе, так же на земле)                          | ܢܗܘܐ ܨܒܝܢܟ ܐܝܟܢܐ ܕܒܫܡܝܐ ܐܦ ܒܐܪܥܐ (да станет желание твоё как на небе, так же на земле)              | ܘܢܗܘܘܢ ܨܒ̈ܝܢܝܟ ܒܐܪܥܐ ܐܝܟ ܕܒܫܡܝܐ (и да станут желания твои на земле, как на небе)                    |                                  |
| ܗܒ ܠܢ ܠܚܡܐ ܕܣܘܢܩܢܢ ܝܘܡܢܐ (дай нам хлеб насущный сегодня)                                                        | ܗܒ ܠܢ ܠܚܡܐ ܕܣܘܢܩܢܢ ܝܘܡܢܐ (дай нам хлеб насущный сегодня)                                            | ܘܠܚܡܢ ܐܡܝܢܐ ܕܝܘܡܐ ܗܒ ܠܢ (и хлеб наш постоянным днём подавай нам)                                   |                                  |
| ܘܫܒܘܩ ܠܢ ܚܘܒܝܢ ܘܚܛܗܝܢ ܐܝܟܢܐ ܕܐܦ ܚܢܢ ܫܒܩܢ ܠܚܝܒܝܢ (и прости нам вину и грехи, как мы простили виновных)           | ܘܫܒܘܩ ܠܢ ܚܘܒܝܢ ܐܝܟܢܐ ܕܐܦ ܚܢܢ ܫܒܩܢ ܠܚܝܒܝܢ (и прости нам вину, как мы простили виновных)              | ܘܫܒܘܩ ܠܢ ܚܘ̈ܒܝܢ ܐܝܟܢܐ ܕܐܦ ܐܢܚܢܢ ܢܫܒܘܩ ܠܚܝ̈ܒܝܢ (и прости нам вину, как мы прощаем виновных)           |                                  |
| ܘܠܐ ܬܥܠܢ ܠܢܣܝܘܢܐ ܐܠܐ ܦܨܢ ܠܢ ܡܢ ܒܝܫܐ (и не подвергни испытанию, но избавь нас от зла)                            | ܘܠܐ ܬܥܠܢ ܠܢܣܝܘܢܐ ܐܠܐ ܦܨܢ ܡܢ ܒܝܫܐ (и не подвергни испытанию, но избавь от зла)                       | ܘܠܐ ܬܝܬܝܢ ܠܢܣܝܘܢܐ ܐܠܐ ܦܨܢ ܡܢ ܒܝܫܐ (и не подведи к испытанию, но избавь от зла)                     |                                  |
| ܡܛܠ ܕܕܝܠܟ ܗܝ ܡܠܟܘܬܐ ܘܚܝܠܐ ܘܬܫܒܘܚܬܐ ܠܥܠܡ ܥܠܡܝܢ ܐܡܝܢ (потому что твоё царство и сила и слава во век веков, аминь) | ܡܛܠ ܕܕܝܠܟ ܗܝ ܡܠܟܘܬܐ ܘܚܝܠܐ ܘܬܫܒܘܚܬܐ ܠܥܠܡ ܥܠܡܝܢ (потому что твоё царство и сила и слава во век веков) | ܡܛܠ ܕܕܝܠܟ ܗܝ ܡܠܟܘܬܐ ܘܬܫܒܘܚܬܐ ܠܥܠܡ ܥܠܡܝܢ ܐܡܝܢ (потому что твоё царство и слава во век веков, аминь) |                                  |

#### Греческие тексты
| В современном богослужении Константинопольской православной церкви                                                                      | Ватиканский кодекс (Мф. 6) | Дидахе |
| --- | --- | --- |
| πάτερ ἡμῶν ὁ ἐν τοῖς οὐρανοῖς (отче наш на небесах)                                                                                     | πατερ ημων ο εν τοις ουρανοις (отче наш на небесах)                                                                                      | πατερ ημων ο εν τω ουρανω (отче наш на небе)                                                                                         |
| ἁγιασθήτω τὸ ὄνομά σου (да будет освящено имя твоё)                                                                                     | αγιασθητω το ονομα σου (да будет освящено имя твоё)                                                                                      | αγιασθητω το ονομα σου (да будет освящено имя твоё)                                                                                  |
| ἐλθετω ἡ βασιλεία σου (да придёт царство твоё)                                                                                          | ελθετω η βασιλεια σου (да придёт царство твоё)                                                                                           | ελθετω η βασιλεια σου (да придёт царство твоё)                                                                                       |
| γενηθήτω τὸ θέλημά σου ὡς ἐν οὐρανῷ καὶ ἐπὶ τῆς γῆς (да будет воля твоя как на небе, так и на земле)                                    | γενηθητω το θελημα σου ως εν ουρανω και επι γης (да будет воля твоя как на небе, так и на земле)                                         | γενηθητω το θελημα σου ως εν ουρανω και επι γης (да будет воля твоя как на небе, так и на земле)                                     |
| τὸν ἄρτον ἡμῶν τὸν ἐπιούσιον δὸς ἡμῖν σήμερον (хлеб наш насущный дай нам сегодня)                                                       | τον αρτον ημων τον επιουσιον δος ημιν σημερον (хлеб наш насущный дай нам сегодня)                                                        | τον αρτον ημων τον επιουσιον δος ημιν σημερον (хлеб наш насущный дай нам сегодня)                                                    |
| καὶ ἄφες ἡμῖν τὰ ὀφελήματα ἡμῶν ὡς καὶ ἡμεῖς ἀφίεμεν τοῖς ὀφειλέταις ἡμῶν (и оставь нам долги наши, как и мы оставляем должникам нашим) | και αφες ημιν τα οφειληματα ημων ως και ημεις αφηκαμεν τοις οφειλεταις ημων (и оставь нам долги наши, как и мы оставили должникам нашим) | και αφες ημιν την οφειλην ημων ως και ημεις αφιεμεν τοις οφειλεταις ημων (и оставь нам долг наш, как и мы оставляем должникам нашим) |
| καὶ μὴ εἰσενέγκῃς ἡμᾶς εἰς πειρασμόν ἀλλὰ ρῦσαι ἡμᾶς ἀπὸ τοῦ πονηροῦ (и не подведи нас к испытанию, но избавь нас от злого)             | και μη εισενεγκης ημας εις πειρασμον αλλα ρυσαι ημας απο του πονηρου (и не подведи нас к испытанию, но избавь нас от злого)              | και μη εισενεγκης ημας εις πειρασμον αλλα ρυσαι ημας απο του πονηρου (и не подведи нас к испытанию, но избавь нас от злого)          |
| οτι σοῦ ἐστιν ἡ βασιλεία καὶ ἡ δύναμις καὶ ἡ δόξα εἰς τοὺς αἰῶνας ἀμήν (ибо твоё есть царство и сила и слава вовеки, аминь)             | | οτι σου εστιν η δυναμισ και η δοξα εισ τουσ αιωνασ (ибо твоя есть сила и слава вовеки)                                               |

#### Латинские тексты
| В современном богослужении Католической церкви                                                                                          | Вульгата (Мф. 6) | Новая Вульгата (Мф. 6) |
| --- | --- | --- |
| pater noster qui es in caelis (отче наш который на небесах)                                                                             | pater noster qui es in caelis (отче наш который на небесах)                                                                             | pater noster qui es in caelis (отче наш который на небесах)                                                                             |
| sanctificetur nomen tuum (да святится имя твоё)                                                                                         | sanctificetur nomen tuum (да святится имя твоё)                                                                                         | sanctificetur nomen tuum (да святится имя твоё)                                                                                         |
| adveniat regnum tuum (да придёт царство твоё)                                                                                           | adveniat regnum tuum (да придёт царство твоё)                                                                                           | adveniat regnum tuum (да придёт царство твоё)                                                                                           |
| fiat voluntas tua sicut in caelo et in terra (да будет воля твоя как на небе так же и на земле)                                         | fiat voluntas tua sicut in caelo et in terra (да будет воля твоя как на небе так же и на земле)                                         | fiat voluntas tua sicut in caelo et in terra (да будет воля твоя как на небе так же и на земле)                                         |
| panem nostrum quotidianum da nobis hodie (хлеб наш постоянный дай нам сегодня)                                                          | panem nostrum supersubstantialem da nobis hodie (хлеб наш насущный дай нам сегодня)                                                     | panem nostrum supersubstantialem da nobis hodie (хлеб наш насущный дай нам сегодня)                                                     |
| et dimitte nobis debita nostra sicut et nos dimittimus debitoribus nostris (и оставь нам долги наши как и мы оставляем должников наших) | et dimitte nobis debita nostra sicut et nos dimittimus debitoribus nostris (и оставь нам долги наши как и мы оставляем должников наших) | et dimitte nobis debita nostra sicut et nos dimittimus debitoribus nostris (и оставь нам долги наши как и мы оставляем должников наших) |
| et ne nos inducas in tentationem sed libera nos a malo amen (и не нас вводи в испытание но освободи нас от зла аминь)                   | et ne nos inducas in tentationem sed libera nos a malo amen (и не нас вводи в испытание но освободи нас от зла аминь)                   | et ne inducas nos in tentationem sed libera nos a Malo (и не вводи нас в испытание но освободи нас от злого)                            |
| * quia tuum est regnum et potestas et gloria in saecula amen (ибо твоё есть царство и сила и слава во веки аминь)                       | | |

### Славянские тексты (старославянскийицерковнославянский)

#### Глаголица
| Мариинское евангелие (XI век) | Зографское Евангелие (конец X — начало XI веков) | Ассеманиево Евангелие (XI век) |
| --- | --- | --- |
| ⱉ҅ⱅⱐⱍⰵ ⱀⰰⱎⱏ ⰻⰶⰵ ⱄⰻ ⱀⰰ ⱀ҃ⰱⱄⱈⱏ ⰴⰰ ⱄ҃ⰲⱅ ⱄⱔ ⰻⰿⱔ ⱅⰲⱁⰵ ⰴⰰ ⱂⱃⰻⰴⰵⱅⱏ ⱌ҃ⱄⱃⰵⱄⱅⰲⰻⰵ ⱅⰲⱁⰵ ⰴⰰ ⰱⱁⰴⰵⱅⱏ ⰲⱁⰾⱑ ⱅⰲⱁⱑ ⱑⰽⱁ ⱀⰰ ⱀ҃ⰱⱄⰻ ⰻ ⱀⰰ ⰸⰵⰿⰻ ⱈⰾⱑⰱⱏ ⱀⰰⱎⱏ ⱀⰰⱄⱅⰰⰲⱏⱎⰰⰰⰳⱁ ⰴⱐⱀⰵ ⰴⰰⰶⰴⱏ ⱀⰰⰿⱏ ⰴⱏⱀⰵⱄⱐ ⰺ ⱁⱅⱏⱂⱁ[ⱛ]ⱄⱅⰻ ⱀⰰⰿⱏ ⰴⰾⱏⰳⱏⰻ ⱀⰰⱎⱔ ⱑⰽⱁ ⰻ ⰿⱏⰻ ⱁⱅⱏⱂⱆⱎⱅⰰⰵⰿⱏ ⰴⰾⱏⰶⱏⱀⰻⰽⱁⰿⱏ · ⱀⰰⱎⰻⰿⱏ ⰺ ⱀⰵ ⰲⱐⰲⰵⰴⰻ ⱀⰰⱄⱏ ⰲⱏ ⱀⰰⱂⰰⱄⱅⱐ ⱀⱐ ⰻⰸⰱⰰⰲⰻ ⱀⱏⰻ ⱁⱅⱏ ⱀⰵⱂⱃⰻⱑⰸⱀⰻ ⱑⰽⱁ ⱅⰲⱁⰵ ⰵⱄⱅⱏ ⱌ҃ⱄⱃⱄⱅⰲⰻⰵ ⰺ ⱄⰻⰾⰰ ⰻ ⱄⰾⰰⰲⰰ ⰲⱐ ⰲⱑⰽⱏⰻ ⰰⰿⰻⱀⱐ | Ⱉ҃ⱍⰵ ⱀⰰⱎⱐ ⰺ҅ⰶⰵ ⰵⱄⰻ ⱀⰰ ⱀⰵⰱⰵⱄⰵⱈⱏ · ⰴⰰ ⱄ҃ⱅⰻⱅⱏ ⱄⱔ ⰺ҅ⰿⱔ ⱅⰲⱁⰵ ⰴⰰ ⱂⱃⰻⰴⰵⱅⱏ ⱌ҃ⱃⱄⱅⰲⰻⰵ ⱅⰲⱁⰵ ⰴⰰ ⰱⱘⰴⰵⱅⱏ ⰲⱁⰾ̑ⱑ ⱅⰲⱁⱑ ⱑⰽⱁ ⱀⰰ ⱀ҃ⱄⰻ ⰺ ⱀⰰ ⰸⰵⰿⰾ̑ⰻ ⱈⰾⱑⰱⱏ ⱀⰰⱎⱐ ⱀⰰⱄⱅⱁⱗⱎⱅ??????? ⰴⰰⰶⰴⱐ ⱀⰰⰿⱏ ⰴⱀⰵⱄⱐ ⰺ ⱁⱅⱏⱂⱆⱄⱅⰻ ⱀⰰⰿⱏ ⰴⰾⱐⰳⱏⰻ ⱀⰰⱎⱔ ⱑⰽⱁ ⰺ҅ ⰿⱏⰻ ⱁⱅⱏⱂⱆⱎⱅⰰⰵⰿⱏ ⰴⰾⱐⰶⱐⱀⰻⰽⱁⰿⱏ ⱀⰰⱎⰻⰿⱏ ⰺ ⱀⰵ ⰲⱏⰲⰵⰴⰻ ⱀⰰⱄⱏ ⰲⱏ ⱀⰰⱂⰰⱄⱅⱐ ⱀⱏ ⰺ҅ⰸⰱⰰⰲⰻ ⱀⱏⰻ ⱁⱅⱏ ⱀⰵⱂⱃⰻⱑⰸⱀⰻ ⱑⰽⱁ ⱅⰲⱁⰵ ⰵⱄⱅⱏ ⱌ҃ⱃⱄⱅⰲⰻⰵ ⰺ҅ ⱄⰻⰾⰰ ⰺ҅ ⱄ҃ⰾⰰⰲ ⰲⱏ [ⰲⱑⰽ] ⰲⱑⰽ[ⱁⰿⱏ ·] ⰰⰿⰻⱀⱐ | Ⱉ҃ⱍⰵ ⱀⰰⱎⱏ ⰺⰶⰵ ⰵⱄⰹ ⱀⰰ ⱀ҃ⰱⱄⰹ Ⰴⰰ ⱄ҃ⱅⰹⱅⱏ ⱄⱔ ⰻⰿⱔ ⱅⰲⱁⰵ ⰴⰰ ⱂⱃⰹⰴⰵⱅⱏ ⱌ҃ⱃⱄⱅⰲⱁ ⱅⰲⱁ҃ⰵ ⰴⰰ ⰱⱘⰴⰵⱅ ⰲⱁⰾⱑ ⱅⰲⱁⱑ [ⱑ]ⰽⱁ ⱀⰰ ⱀ҃ⰱⱄⰹ ⰻ ⱀⰰ ⰸⰵⰿⰹ Ⱈⰾⱑⰱⱐ ⱀⰰⱎⱐ ⱀⰰⱄⱘⱎⱅⱐⱀⱏⰹ ⰴⰰⰶⰴⱏ ⱀⰰⰿⱏ ⰴⱐⱀⰵⱄ ⰻ ⱁⱄⱅⰰⰲⰻ ⱀⰰⰿ ⰴⰾⱏⰳⱏⰹ ⱀⰰⱎⱔ Ⱑⰽⱁ ⰻ ⰿⱏⰻ ⱁⱄⱅⰰⰲⰾⱑⰵⰿⱏ ⰴⰾⱏⰶⱐⱀⰻⰽⱁⰿⱏ ⱀⰰⱎⰹⰿⱏ Ⰻ ⱀⰵ ⰲⱐⰲⰵⰴⰹ ⱀⰰⱄⱏ ⰲⱏ ⰻⱄⰽⱁⱆⱎⰵⱀⰻⰵ ⱀⱏ ⰻⰸⰱⰰⰲⰹ ⱀⱏⰻ ⱉⱅ҃ ⰾⱘⰽⰰⰲⰰⰰⰳⱁ Ⱑⰽⱁ ⱅⰲⱁⰵ ⰵⱄⱅⱐ ⱌ҃ⱃⱄⱅⰲⱁ ⰻ ⱄⰹⰾⰰ ⰻ ⱄⰾⰰⰲ҃ ⰲ ⰲ ⱑⰽⱏⰻ Ⰰⰿⰻⱀ҃ |

#### Кириллица
| Остромирово Евангелие (1057 год) | Архангельское Евангелие (1092 год) | Острожская Библия (1581 год) | Елизаветинская Библия (1751 год) | Елизаветинская Библия (1751 год) (в пореформенной орфографии) |
| --- | --- | --- | --- | --- |
| Оч҃е нашь иже ѥси на нбс҃хъ. да ст҃итьсѧ имѧ твоѥ. да придеть црс҃твиѥ твоѥ. да бѫдеть волꙗ твоꙗ. ꙗка на нб҃си и на ꙁемли. хлѣбъ нашь насѫщьнꙑи. даждь намъ дьньсь и остави намъ дългꙑ нашѧ. ꙗко и мꙑ оставлѧѥмъ длъжъникомъ нашимъ. и не въведи насъ въ напасть. нъ иꙁбави нꙑ отъ неприꙗꙁни. ꙗко твоѥ ѥсть црс҃твиѥ и сила и слава въ вѣкъ. амин. | Оч҃е нашь иже ѥси на нбс҃хъ. да ст҃итьсѧ имѧ твоѥ. да придеть црс҃твиѥ твоѥ. да боудеть волѧ твоꙗ. ꙗка на нб҃си и на ꙁемли. хлѣбъ нашь насоущьнꙑи (дн҃евьнꙑи) даи намъ днⷭ҇ь. (даи намъ всѧкъ дн҃ь). и остави намъ дългꙑ (грѣхꙑ) нашѧ. ꙗко и мы оставлѧѥмъ дължьникомъ нашимъ. и не въведи насъ въ напасть. нъ иꙁбави ны ѿ неприꙗꙁни. ꙗко твоѥ ѥсть црс҃тво. и сила и слава оц҃а и сн҃а и ст҃го дх҃а въ вѣкы. аминъ. | Ѡ҆́ч҃е на́шъ и҆же е҆си на́ нб҃сѣⷯ, да сᲅ҃и́ᲅсѧ и҆мѧ ᲅвоѐ, да прїидеᲅъ црⷭ҇ᲅвїе твоѐ, да бꙋдеⷮ волѧ ᲅвоа̀, ꙗ҆ко на́ нб҃си и҆ на ꙁемлѝ. хлѣ́бъ на́шᲆ насꙋщныи да́ждъ на́мъ дне́сь и҆ ѻ҆сᲅа́ви на́мъ дол꙽гы на́ша, ꙗ҆ко и҆ мы̀ ѻ҆сᲅавлѧ́емъ дол꙽жникомᲆ на́шиⷨ, и҆ не в꙽веди на́съ внапа́сᲅь, но и҆ꙁба́ви наⷭ҇ ѿ лꙋка́ваго. Ꙗ҆́ко ᲅвоѐ е҆сᲅь црⷭ҇ᲅвїѐ и҆ си́ла и҆ сла́ва, въ вѣ́ки. амиⷩ҇. | Ѻ҆́ч҃е на́шъ, и҆́же є҆сѝ на нб҃сѣ́хъ, да ст҃и́тсѧ и҆́мѧ твоѐ: да прїи́детъ црⷭ҇твїе твоѐ: да бꙋ́детъ во́лѧ твоѧ̀, ꙗ҆́кѡ на нб҃сѝ, и҆ на землѝ: хлѣ́бъ на́шъ насꙋ́щный да́ждь на́мъ дне́сь: и҆ ѡ҃ста́ви на́мъ до́лги на́шѧ, ꙗ҆́кѡ и҆ мы̀ ѡ҃ставлѧ́емъ должникѡ́мъ на́шымъ: и҆ не введѝ на́съ въ напа́сть, но и҆зба́ви на́съ ѿ лꙋка́вагѡ: ꙗ҆́кѡ твоѐ є҆́сть црⷭ҇твїе и҆ си́ла и҆ сла́ва во вѣ́ки. А҆ми́нь.. | О́тче наш, И́же еси́ на небесе́х! Да святи́тся имя Твое́, да прии́дет Ца́рствие Твое́, да бу́дет во́ля Твоя, я́ко на небеси́ и на земли́. Хлеб наш насу́щный даждь нам днесь; и оста́ви нам до́лги наша, я́ко и мы оставля́ем должнико́м нашим; и не введи́ нас в напа́сть, но изба́ви нас от лука́ваго: я́ко твое́ е́сть ца́рствіе и си́ла и сла́ва во вѣ́ки. Ами́нь. |

### Тексты молитвы в Синодальном переводе
Отче наш, сущий на небесах! Да святится имя Твое; да приидет Царствие Твое; да будет воля Твоя и на земле, как на небе; хлеб наш насущный дай нам на сей день; и прости нам долги наши, как и мы прощаем должникам нашим; и не введи нас в искушение, но избавь нас от лукавого. Ибо Твое есть Царство и сила и слава во веки. Аминь. 
— Мф. 6:9—13

Отче наш, сущий на небесах! Да святится имя Твое; да приидет Царствие Твое; да будет воля Твоя и на земле, как на небе; хлеб наш насущный подавай нам на каждый день; и прости нам грехи наши, ибо и мы прощаем всякому должнику нашему; и не введи нас в искушение, но избавь нас от лукавого. 
— Лк. 11:2—4

### Русские тексты
| Синодальный перевод (1860 год) | Синодальный перевод (в пореформенной орфографии) | Радостная весть (перевод РБО, 2001 год) |
| --- | --- | --- |
| Отче нашъ, сущій на небесахъ! да святится имя Твое; да пріидетъ Царствіе Твое; да будетъ воля Твоя и на землѣ, какъ на небѣ; хлѣбъ нашъ насущный дай намъ на сей день; и прости намъ долги наши, какъ и мы прощаемъ должникамъ нашимъ; и не введи насъ в искушеніе, но избавь насъ от лукаваго. | Отче наш, сущий на небесах! Да святится имя Твоё; Да приидет Царствие Твоё; Да будет воля Твоя и на земле, как на небе; Хлеб наш насущный дай нам на сей день; и прости нам долги наши, как и мы прощаем должникам нашим; и не введи нас в искушение, но избавь нас от лукавого. | Отец наш на Небесах, Пусть прославится Твоё имя, Пусть придёт Твоё царство, пусть исполнится и на Земле воля Твоя, как на Небе. Дай нам сегодня насущный наш хлеб. И прости нам наши долги, как и мы прощаем тех, кто нам должен. Не подвергай нас испытанию, но защити нас от Злодея. |

#### Текст в современном богослужении Русской православной церкви
Молитва Господня используется в каждом богослужении суточного круга в Православной церкви и в каждой совершаемой требе. На Литургии верных (иногда и перед принятием пищи) «Отче наш» поётся всеми молящимися (или только хором), в остальных случаях читается (или произносится наизусть) отдельным чтецом. В настоящее время в богослужении Русской православной церкви в вечерних и утренних молитвах используется следующий текст молитвы «Отче наш»:
| Текст на церковнославянском | В современной орфографии |
| --- | --- |
| Ѻ҆́ч҃е на́шъ и҆́же є҆сѝ на нб҃ѣ́схъ, да ст҃и́тсѧ и҆́мѧ твоѐ, да прїи́детъ црⷵтвїе твоѐ, да бꙋ́детъ во́лѧ твоѧ́, ꙗ҆́кѡ на нб҃сѝ и҆ на землѝ. Хлѣ́бъ на́шъ насꙋ́щный да́ждь на́мъ дне́сь: и҆ ѡ҆ста́ви на́мъ до́лги на́шѧ, ꙗ҆́коже и҆ мы̀ ѡ́ставлѧ́емъ должникѡ́мъ на́шымъ, и҆ не введѝ на́съ во и҆скꙋше́нїе, но и҆зба́ви на́съ ѿ лꙋка́вагѡ. | О́тче наш, И́же еси́ на небесе́х! Да святи́тся и́мя Твое́, да прии́дет Ца́рствие Твое́, да бу́дет во́ля Твоя, я́ко на небеси́ и на земли́. Хлеб наш насу́щный даждь нам днесь; и оста́ви нам до́лги наша, я́коже и мы оставля́ем должнико́м нашим; и не введи́ нас во искуше́ние, но изба́ви нас от лука́ваго. |

В храме только священник или архиерей произносит изменённое окончание этой молитвы:
Я́ко Твое́ есть Ца́рство, и си́ла, и сла́ва, Отца́, и Сы́на, и Свята́го Ду́ха, ны́не и при́сно, и во ве́ки веко́в.
Читавший молитву (обычно это делает алтарник) отвечает:
Ами́нь!

## Структура современного варианта молитвы
Молитва «Отче наш» составлена из семи фраз в соответствии с тройной структурой (призывание, славословие, прошение). Состоит из двух отдельных групп трёх фраз, где первая часть — о небесном, вторая — о земном (см. схожее строение Десяти заповедей):
I. Призывание:
Отче наш, иже еси на небесех.
II. Славословие:
Да святится имя Твое.
Да приидет царствие Твое.
Да будет воля Твоя, яко на небеси и на земли.
III. Прошение:
Хлеб насущный даждь нам днесь.
И остави нам долги наша, якоже и мы оставляем должником нашим.
И не введи нас во искушение, но избави нас от лукаваго.
Заключительная доксология «ибо Твое есть Царство и сила и слава вовеки. Аминь» является частью литургии Православной церкви, которая стала частью протестантской литургии в эпоху Реформации. Лишь на Втором Ватиканском соборе (1962—1965) доксологию было решено добавить в мессу Католической церкви ради экуменизма.
Молитва Иисуса в Евангелиях существует в двух различных версиях, краткой (Лк. 11:2—4) и полной (Мф. 6:9—13) (ср. молитву Моисея в Пятикнижии в двух версиях, краткой (Чис. 14:18) и полной (Исх. 34:6, 7)).

## Богословское толкование молитвы
К толкованию молитвы «Отче Наш» обращались многие богословы. Известны толкования Иоанна Златоуста, Кирилла Иерусалимского, Ефрема Сирина, Максима Исповедника, Иоанна Кассиана и других. Написаны и общие работы, основанные на толкованиях богословов древности (например, сочинение Игнатия (Брянчанинова)).

### Православные богословы

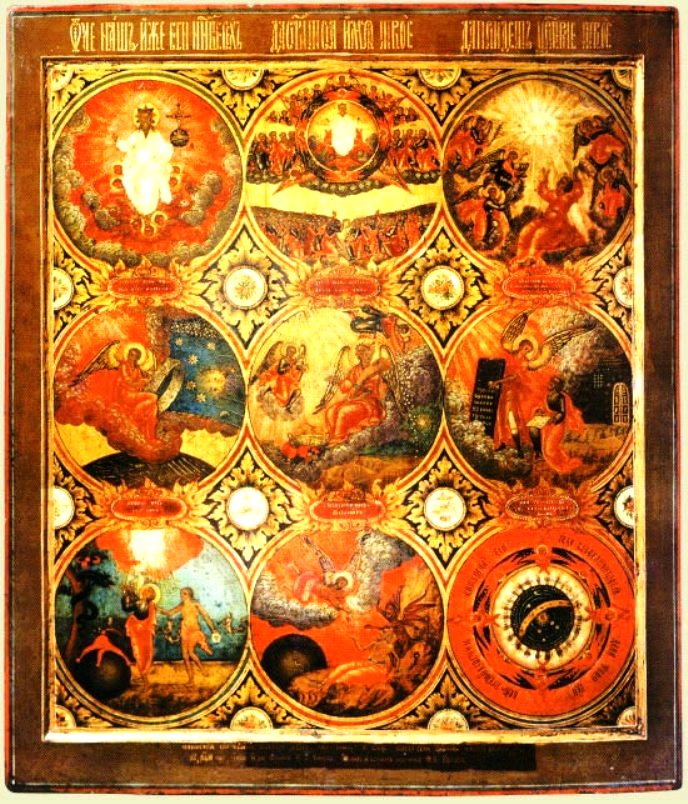
«Отче наш» (икона, 1813 год)

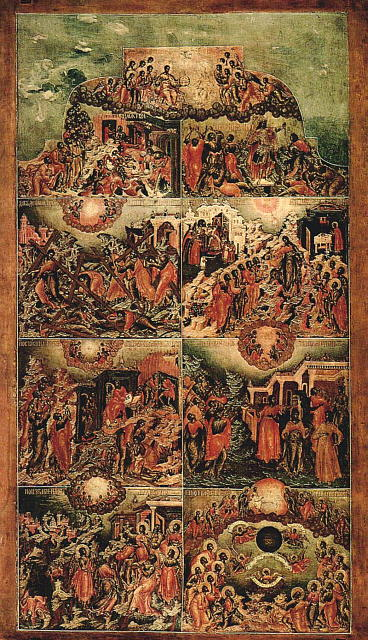
Икона «Отче наш» (XVII век)

В Пространном православном катехизисе митрополита Филарета (Дроздова) написано, «молитва Господня — такая молитва, которой Господь наш Иисус Христос научил апостолов и которую они передали всем верующим». Он выделил в ней призывание, семь прошений и славословие.
- Призывание — «Отче наш, сущий на небесах!»

Называть Бога Отцом даёт христианам вера в Иисуса Христа и благодать возрождения человека через принесённую им крестную жертву. Кирилл Иерусалимский писал:
Позволить людям называть Бога Отцом может только сам Бог. Он даровал это право людям, сделав их сынами Божьими. И, несмотря на то, что они удалились от Него и были в крайней злобе против Него, Он даровал забвение оскорблений и причастие благодати.
Указание «сущий на небесах» необходимо для того, чтобы, начиная молиться, «оставить всё земное и тленное и вознести ум и сердце к Небесному, Вечному и Божественному». Также она указывает на местопребывание Бога.

Профессор Лопухин предположил, что в призывании могла стоять фраза «Боже наш»: 
Если бы в призывании было сказано: „Боже наш“, то не было бы надобности вовсе прибавлять „сущий на небесах“, потому что это и без того было бы понятно. Таким образом, „Отче наш“ равносильно и равнозначительно слову Бог.
- Прошения

По словам святителя Игнатия (Брянчанинова), «прошения, из которых состоит молитва Господня, — прошения даров духовных, приобретённых человечеству искуплением. Нет слова в молитве о плотских, временных нуждах человека». Однако Григорий Нисский считал, что «в повелении просить насущного хлеба, предлагается нам, думаю, учение, что довольство малым и умеренность по закону бесстрастия равняется тому, чтобы не иметь ни в чём нужды по естеству».
1. «Да святится имя Твое».
Иоанн Златоуст писал, что эти слова означают, что верующим следует в первую очередь просить «славы Отца Небесного»[97]. В православном катехизисе указано, «имя Божие свято и, без сомнения, свято само в себе» и может при этом «ещё святиться в людях, то есть вечная святость Его в них может являться»[91]. Максим Исповедник указывал, «святим мы имя небесного Отца своего по благодати, когда умерщвляем привязанную к материи похоть и очищаемся от тлетворных страстей»[98].
2. «Да приидет Царствие Твое».
В православном катехизисе отмечено, что Царствие Божие «приходит сокровенно и внутренно. Не приидет Царствие Божие с соблюдением (приметным образом)»[91]. В качестве воздействия ощущения Царствия Божия на человека святитель Игнатий (Брянчанинов) писал, «ощутивший в себе Царство Божие соделывается чуждым для мира, враждебного Богу. Ощутивший в себе Царство Божие может желать, по истинной любви к ближним, чтоб во всех их открылось Царство Божие»[93].
3. «Да будет воля Твоя и на земле, как на небе».
Этим верующий выражает, что он просит Бога, чтобы всё, что происходит в его жизни, случалось не по его собственному желанию, а как это угодно Богу[91].
4. «Хлеб наш насущный дай нам на сей день».
В православном катехизисе «хлеб насущный» — это «хлеб, необходимый для того, чтобы существовать, или жить», но «хлеб насущный для души» — это «слово Божие и Тело и Кровь Христовы»[91]. У Максима Исповедника слово днесь («сей день») толкуется как нынешний век, то есть земная жизнь человека[98]. Блаженный Иероним Стридонский[99] и преподобный Иоанн Дамаскин[100] слово насущный (έπιούσιον) относили к будущему вечному, Которого испрашивали у Бога в этой молитве и хотели вкусить днесь, даже ещё до своей телесной смерти. Греческое έπιούσιον произведено от предлога epi («на») и usia («сущность, существо»), что может означать «хлеб, нужный для нашего существования, необходимый для нас, дай нам сегодня»; такой точки зрения придерживались св. Иоанн Златоуст, св. Григорий Нисский, св. Василий Великий, блаж. Феофилакт, Евфимий Зигабен и многие другие[101].
5. «Прости нам долги наши, как и мы прощаем должникам нашим».
Под «долгами» в данном прошении понимаются человеческие грехи[102]. Необходимость прощать другим их «долги» Игнатий (Брянчанинов) объяснял тем, что «оставление ближним согрешений их пред нами, их долгов есть собственная наша нужда: не исполнив этого, мы никогда не стяжём настроения, способного принять искупление»[93] (см. Притча о немилосердном должнике).
6. «Не введи нас в искушение».
В этом прошении верующие просят Бога как не допустить их искушения, а если им, по воле Бога, должно быть испытанными и очищенными посредством искушения, то чтобы Бог не предал их искушению совершенно и не допустил их падения[102].
7. «Избавь[103] нас от лукавого[104]».
В этом прошении верующий просит Бога избавить его от всякого зла[105] и особенно «от зла греха и от лукавых внушений и наветов духа злобы — диавола»[102], и от неизбежной участи лукавого.

- Славословие — «Ибо Твое есть Царство и сила и слава во веки. Аминь»

Этими словами христианин выражает веру, надежду и любовь, что всемогущий Бог обязательно исполнит его просьбу. Славословие в конце молитвы Господней содержится для того, чтобы верующий после всех прошений, содержащихся в ней, воздавал Богу должное почитание.

### Католические богословы
В Католическом катехизисе, молитва «Отче наш» разделена пополам:
Одна половина — три славословия:
- освящение имени Божьего;
- наступление царства Божьего;
- исполнение воли Божьей.

Другая половина — четыре прошения:
- пропитание;
- исцеление;
- неиспытывание злом;
- спасение от дьявола.

«Отче наш, сущий на небесах», говоря «Отче», мы подражаем Христу, «наш» означает, что молимся от лица всех соверующих, «сущий на небесах» относится не к месту, но правлению Божьему, пребыванию в сердцах праведных.
«Да святится имя Твое», следуем Божьему плану, по примеру Моисея и Иисуса, освящая Божье имя другим людям.
«Да приидет Царствие Твое», ждём Возвращения Христа.
«Да будет воля Твоя и на земле, как на небе», просим исцелить Мир.
«Хлеб наш насущный дай нам на сей день», просим как о бытовом пропитании, так и о Плоти Христа (Причастии). Греческое έπιούσιον происходит от epi и ini, означающего «приходить, наступать», «хлеб наступающего (завтрашнего) дня дай нам»; так считали Ориген, блаж. Иероним, св. Амвросий, авторы «Евангелия от Евреев» и другие. Что это за хлеб? Это Евхаристия, или Небесный Хлеб. Закреплению такого толкования послужило чтение молитвы «Отче наш» перед причастием.
«И прости нам долги наши, как и мы прощаем должникам нашим», просим милости Божьей, которая сможет проникнуть в наши сердца, лишь если мы научимся сами прощать врагов, по примеру Христа.
«И не введи нас в искушение», просим Бога не позволить нам избрать путь греха. В 2017 году папа Франциск высказал мнение о том, что слова «не введи нас во искушение» содержат в себе неточность: «Это не Бог бросает меня в искушение и смотрит, как я падаю. Он не делает этого, а помогает немедленно подняться». В связи с этим, в мае 2019 года в третье издание богослужебной книги «Римский миссал», содержащей итальянский текст молитвы, были внесены изменения в виде «не дай нам поддаться искушению».
«Но избавь нас от лукавого», под «лукавым» подразумевается дьявол, препятствующий Божьему плану спасения.
«Аминь» в заключении молитвы означает «верую».

### Протестантские богословы
Протестантские богословы разделяют молитву «Отче наш» напополам, которая состоит из шести прошений, в отличие от католических и православных богословов, которые разделяют молитву на 7 прошений. В одной половине — 3 славословия в молитве «Отче наш» выражают нашу заботу о славе Божьей, которая связана с Его именем, властью, волей. В другой половине молитвы «Отче наш» местоимение «твой» заменяется на «наш», когда от дел Божьих мы обращаемся к нашим собственным.
В Кратком катехизисе Мартина Лютера молитва «Отче наш» толкуется следующим образом:
«Отче наш, Сущий на небесах!» Этими словами Бог хочет нас привлечь к вере в то, что Он — наш истинный Отец, а мы — Его истинные дети, чтобы мы могли смело и уверенно обращаться к Нему и просить Его так, как любимые дети обращаются к своему возлюбленному отцу.
«Да святится имя Твое». Имя Божье воистину свято само по себе, однако мы просим здесь, чтобы оно святилось и среди нас.
«Да приидет Царствие Твое». Царство Божье приходит и без нашей молитвы, само по себе. Но здесь мы просим о том, чтобы оно пришло также и к нам.
«Да будет воля Твоя и на земле, как на небе». Благая и милостивая воля Божья исполняется и без нашей молитвы. Однако здесь мы просим о том, чтобы она исполнилась также и среди нас.
«Хлеб наш насущный дай нам на сей день». Бог даёт хлеб насущный всем людям, в том числе злым и порочным, и без нашей молитвы. Однако, здесь мы молим Его о том, чтобы Он привёл нас к осознанию этой истины и научил нас принимать хлеб наш насущный с благодарностью. Что такое «хлеб насущный»? Всё, что относится к пище и насущным потребностям нашим: еда, питьё, одежда, обувь, дом и двор, поле, скот, деньги, имущество, праведная жена (или праведный муж), благочестивые дети, честные слуги, праведное и честное начальство, хорошее правительство, благоприятная погода, мир, здоровье, порядок, честь, хорошие друзья, честные соседи и тому подобное.
Ранние комментаторы не могли поверить, что первое прошение касается хлеба для нашего тела. Им казалось недостойным после трёх возвышенных начальных славословий, относящихся к славе Божьей, так резко опускаться до земной, материальной заботы. Поэтому они пытались подобрать для этого иное толкование, предполагая, что Иисус имел в виду хлеб духовный.
Иероним перевёл в Вульгате греческое слово „каждодневный“ чудовищным прилагательным „надсущный“ (supersubstantialis), он также имел в виду Святое Причастие. Мы должны быть благодарны реформаторам за более проницательное, приземлённое, библейское толкование. Кальвин, например, так прокомментировал стремление Отцов Церкви одухотворить это выражение: „Это крайне абсурдно“.
У. Луц, отвергая толкование католиков греческого слова έπιούσιον фразы «хлеб наш насущный дай нам на сей день», замечал:
Второе толкование невозможно, так как оно предполагает наличие развитой христологии, понятия Евхаристии и мышления в категориях сущности, возникшие позже. Кроме того, против него говорит этимология. Плодотворные филологические дискуссии показывают, что все соединения слова epi с производными корня ini должны приводить к элизии (опусканию) буквы i; то есть слово правильно звучало бы epusios».
Молясь о завтрашнем хлебе, это может означать, что Бог знает наши нужды, не оставит в беде, но даст минимум, необходимый для жизни и сегодня, и завтра. Речь идёт о выживании, а не о процветании.

И Моисей сказал им: это хлеб, который Господь дал вам в пищу; вот что повелел Господь: собирайте его каждый по стольку, сколько ему съесть; по гомору на человека, по числу душ, сколько у кого в шатре, собирайте. И сделали так сыны Израилевы и собрали, кто много, кто мало; и меряли гомором, и у того, кто собрал много, не было лишнего, и у того, кто мало, не было недостатка: каждый собрал, сколько ему съесть.
— Исх. 16:15—18
«И прости нам долги наши, как и мы прощаем должникам нашим». Мы молимся здесь о том, чтобы наш Небесный Отец не смотрел на наши грехи и не отверг из-за них нашей молитвы. Ибо мы не достойны того, о чём просим, и не заслуживаем этого. Но мы просим, чтобы Он даровал нам всё это по милости Своей. Потому что мы ежедневно много согрешаем и не заслуживаем ничего, кроме наказания. И мы также хотим от всего сердца прощать и охотно творить добро согрешающим против нас.
«И не введи нас в искушение». Бог, конечно, никого не искушает. Но мы молимся здесь о том, чтобы Бог защищал и хранил нас от дьявола, мира и нашей плоти, чтобы они не могли обмануть нас, или вовлечь в ересь, отчаянье и прочие великие грехи и пороки.
«Но избавь нас от лукавого». Здесь, как бы подводя черту под своими просьбами, мы молим о том, чтобы Отец наш Небесный избавил нас от всего, способного причинить зло нашим телам и душам, нашему имуществу и достоинству, и чтобы в конце концов, когда придёт наш последний час, Он даровал нам блаженную кончину и, по милости Своей, принял нас из этой юдоли печали к Себе на Небеса.
«Ибо Твое есть Царство и сила и слава во веки. Аминь». Что означает слово «аминь»? Я должен быть уверен, что эти просьбы угодны Отцу Небесному и Он слышит их. Ибо Он Сам заповедал нам так молиться и обещал услышать нас. «аминь, аминь» означает истинно, истинно, так и должно быть.
Заключительная доксология «ибо Твое есть Царство и сила и слава вовеки. Аминь» является частью литургии Православной церкви, которая стала частью протестантской литургии в эпоху Реформации.

### Иудейские богословы
Раввины усматривают тесную связь иудейских молитв «Авину малкену» и «Кадиш» талмудического иудаизма с христианской молитвой «Отче наш». Молитва «Авину малкену» также послужила источником создания палестинской молитвы «Шемоне-Эсре».
Кауфман Кёлер (Kaufmann Kohler), автор статьи о молитве «Отче наш» в Еврейской энциклопедии, предположил, что похожие молитвы были не только у учеников Иисуса Христа, учеников Иоанна Крестителя (Лк. 11:1), но и у учеников всякого крупного религиозного учителя тех времён, что и описано в Талмуде. Говоря о чём-либо, хорошо изученном, среди ашкеназов бытовала поговорка на идише klohr wi ain jud in Aschre («знает наизусть, как молитву „Ашрей“»), схожая с русской поговоркой «как Отче наш знаю».

## Искусство

### Музыка
На текст «Отче наш» писали музыку многие европейские и русские композиторы. На латинский текст молитвы писали (среди прочих) Жоскен Депре, Ф. Герреро, К. де Моралес, Ф. Пеньялоса, К. Феста, О. Лассо, Г. Шютц, Ф. Лист, И. Ф. Стравинский, Леонардо Скьяво. На немецкий текст молитвы писали Г. Шютц, Х. Л. Хаслер, Ф. Шуберт. На славянский текст молитвы писали (среди прочих) М. С. Березовский, С. А. Дегтярёв, П. И. Чайковский, Н. А. Римский-Корсаков, С. В. Рахманинов, С. М. Ляпунов, П. Г. Чесноков, А. Д. Кастальский, А. Т. Гречанинов, Н. Н. Кедров (старший), И. Ф. Стравинский, В. В. Сильвестров, А. Г. Шнитке, Ю. А. Фалик.
Baba Yetu — вариант «Отче наш» на языке суахили, положенный на музыку американского композитора Кристофера Тина, служит заглавной темой компьютерной игры Civilization IV.
Проникновенный текст молитвы находит отражение и в современной поп-музыке. Группа «Пропаганда» песней «Молитва» в своём дебютном альбоме «Детки» 2001 года показала, как мысли Молитвы Господней вплетаются в жизнь современных подростков.
«Отче наш, иже еси!» имеется в тексте песни «Мотоциклетка» группы «Агата Кристи» (муз. и сл. Г. Самойлов), а также в песне Григория Лепса «Что может человек». В песне британской хэви-метал группы Iron Maiden присутствует фраза Hallowed be thy name, которая переводится как «да святится имя Твоё», она же является названием упомянутой песни.
В конце песни Lupus Dei из одноимённого Альбома рок-группы Powerwolf можно услышать молитву «Отче наш» на латыни (Pater noster).
«Отче наш» на латыни является частью саундтрека для игры Crusader Kings III.

### Иконопись
В иконописи «Отче наш» — название символико-аллегорических композиций, иллюстрирующих Господню молитву.
Иконы, созданные на основе текстов молитв, появляются в русской иконописи достаточно поздно, с XVII века. Обычно композиция разделена на регистры, либо на отдельные части, соответствующие частям молитвы.

### Лингвистика

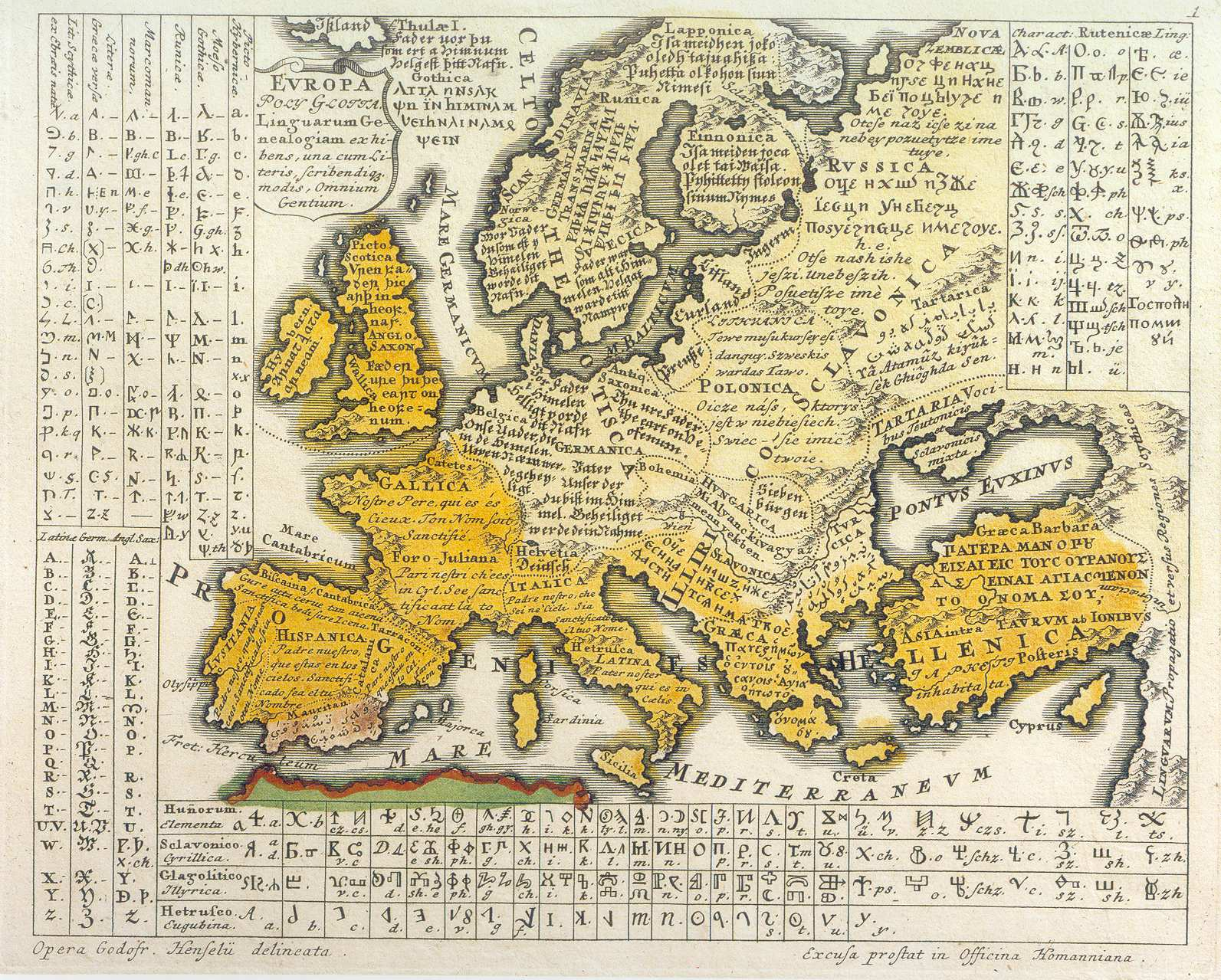
«Отче наш» на языках Европы. Карта из книги Synopsis universae philologiae

В Synopsis universae philologiae, ранней работе по сравнительному языкознанию, написанной Готфридом Хензелем, содержатся лингвистические карты четырёх континентов, на которых приводятся первые слова из молитвы на разных языках и системах письма.
Испанский теолог Логари Пужол в 2002 году высказал мнение, что якобы взятая из древнеегипетского папируса Ани «Молитва слепого» (по другой версии — «Молитва Эхнатона») является прообразом христианской молитвы «Отче наш». Ошибочность данного предположения подтвердили специалисты Британского музея:

Открытие, о котором вы упоминаете, не было сделано в Британском музее и я никогда не слышал об этой молитве, якобы составленной Эхнатоном. Возможно, произошла путаница со стороны автора, так как он мог слышать о «Великом гимне Атену», который начертан на гробнице Ай в Амарне. Перевод этого гимна вы можете прочесть в книге William J Murnane, Texts from the Amarna Period in Egypt (Atlanta 1995), стр. 112—116.
Оригинальный текст (англ.)The discovery you mention was not made at the British Museum, and I have never heard of this prayer, allegedly composed by Akhenaten. Possibly there is some confusion, and the author has heard about Akhenaten's 'Great Hymn to the Aten', which was inscribed in the tomb of Ay at Amarna. A good translation of this can be found in: William J Murnane, Texts from the Amarna Period in Egypt (Atlanta 1995), 112—116. John H Taylor. Assistant Keeper (Curator). Department of Ancient Egypt and Sudan. The British Museum.